# Градска општина Врачар
Општина Врачар је градска општина Града Београда. Површински ово је најмања и најгушће насељена општина у Београду и Србији чиме заузима површину од 292 ha, на којој према попису из 2011. живи 56.333 становника. Према подацима са последњег пописа 2022. године у општини је живело 55.406 становника
Неке од знаменитих врачарских улица су Крунска, Кичевска, Молерова, Милешевска.

## Историја
Постоји неколико легенди о постанку имена Врачар. Најстарија потиче из 1521. када је овај крај добио име по јунаку-невернику чије је име било Врачар, а који је на том месту имао колибу. По другој, име потиче од врапчијих поља, јер је много ових птица било настањено на територији данашњег Врачара. Трећа пак легенда говори да је чувени српски јунак Лука Цветиновић из периода крсташких ратова на том месту затекао прелепу девојку како се купа на извору. Но, то је ипак била вештица-врачара која је након што је искористила јунака зарад телесног задовољства починила самоубиство у страху да би се претходно поменути чин могао поновити. Споменик који од заборава чува ову легенду налази се испред ресторана брзе хране Чобанов Одмор.
По још једном тумачењу назива Врачар, назив је од старословенске (Руси је и данас користе) речи врач, што значи лекар (нпр. Свети врачи Козма и Дамјан). На висоравни Ташмајдана, Старог Врачара, које је и прозвано Врачевским или Врачар пољем, спаљене су мошти Светог Саве. Тако је то поље названо лековитим или целебним - Врачар, јер је народ веровао у чудотворност моштију Светог Саве.
Укидањем рејона 1952. образоване су две општине: Источни Врачар и Неимар. Од 1960. утврђена је територија данашње општине која обухвата делове некадашњих општина Источни Врачар, Неимар и Теразије.
Слава Општине Врачар је Свети Сава, а прославља се 27. јануара.

## Демографија
Према попису из 2011. године Градска општина Врачар има 56.333 становника.

### Кретање броја становника
- 1961: 88.422
- 1971: 84.291
- 1981: 78.862
- 1991: 67.438
- 2002: 58.386
- 2011: 56.333

### Етничка структура
- Срби - 50.561 (89,75%)
- Југословени - 601 (1,07%)
- Црногорци - 530 (0,94%)
- Хрвати - 266 (0,47%)
- Роми - 254 (0,45%)
- остали - 4121 (7,32%)

## Месне заједнице
- МЗ Цветни трг, Проте Матеје 36
- МЗ Возарев крст, Његошева 77
- МЗ Војислав Илић, Сазонова 119
- МЗ Неимар, Симе Игуманова (бив. Франца Розмана) 2-4

## Градске четврти
| - Врачар - Градић Пејтон - Енглезовац | - Источни Врачар - Каленић - Крунски Венац | - Неимар - Савинац - Славија | - Црвени Крст - Цветни трг - Чубура |

## Партнерски градови
Врачар је побратимљен са следећим општинама:
| - Будва (Црна Гора), — од 2022. |

## Галерија
- Храм Светог Саве
- Народна библиотека Србије
- Народна банка Србије
- Београђанка
- Врачар
- Поглед на Врачар
- Панорама Светосавског платоа
- Цветни трг на Врачару
- СЦ Мирко Сандић на Врачару